# Johann Groß (Politiker, 1956)
Johann Groß (* 1956) ist ein deutscher Politiker (Freie Wähler). Er ist seit Oktober 2023 Abgeordneter im Bayerischen Landtag.

## Lebenslauf
Groß ist von Beruf Landwirt. Er ist verheiratet und hat vier Kinder.

## Politik
Johann Groß ist Kreisrat im Landkreis Dachau, seit 1. Mai 2002 Mitglied des Gemeinderates Bergkirchen und in seiner Heimatgemeinde seit 2020 zugleich dritter Bürgermeister.
Bei der Landtagswahl in Bayern am 8. Oktober 2023 erreichte er als Direktkandidat im Stimmkreis Dachau mit 18,6 % die zweitmeisten Stimmen. Mit den siebtmeisten Stimmen (bei elf Mandaten der Freien Wähler) seiner Partei im Wahlkreis Oberbayern wurde er in den Landtag gewählt.

## Ehrenämter
Bei den Freien Wählern ist er stellvertretender Vorsitzender sowohl in der Kreisvereinigung wie im Kreisverband Dachau.